# Parafia św. Jakuba Apostoła w Kazanicach
Parafia św. Jakuba Apostoła - parafia rzymskokatolicka w Kazanicach w diecezji toruńskiej, dedykowana Jakubowi Apostołowi. Pierwsze wzmianki o miejscowości pochodzą z 1324 roku. Parafia wraz z kościołem powstała prawdopodobnie w 1340 roku.

## Kościół Św. Jakuba Apostoła
Gotycki kościół św. Jakuba Apostoła, zbudowany z kamienia polnego i cegły, został poświęcony w roku 1403. W XV wieku, na skutek wojen polsko-krzyżackich, parafia opustoszała. Najstarszym obiektem jest gotycka rzeźba Chrystusa Salwatora z drugiej połowy XV wieku.

## Kościół filialny Św. Andrzeja Apostoła w Byszwałdzie
Do parafii należy także kościół  Andrzeja Apostoła w Byszwałdzie z początku XIV wieku, który do 1639 roku pełnił funkcję kościoła parafialnego.

## Miejscowości należące
- Byszwałd
- Zielkowo
- Raczek

## Odpusty parafialne
- 14 lutego świętego Walentego
- 25 lipca świętego Jakuba Apostoła
- 16 sierpnia świętego Rocha
- 30 listopada świętego Andrzeja Apostoła (Byszwałd)

## Powołania kapłańskie po II wojnie światowej
- ks. Gerard Łążyński
- ks. Jerzy Rolka
- ks. Henryk Licznerski
- diakon Zdzisław Szauer

## Grupy parafialne
Żywy Różaniec